# Casuarina equisetifolia
La casuarina comune o casuarina delle spiagge (Casuarina equisetifolia L., 1759) è una pianta della famiglia Casuarinaceae.

## Descrizione
È un albero dal fusto eretto, che può raggiungere l'altezza di 35 metri, con chioma di forma piramidale, di colore verde scuro. La corteccia è di colore bruno chiaro, liscia negli esemplari giovani, rugosa e più o meno sfibrata longitudinalmente in quelli più vetusti.

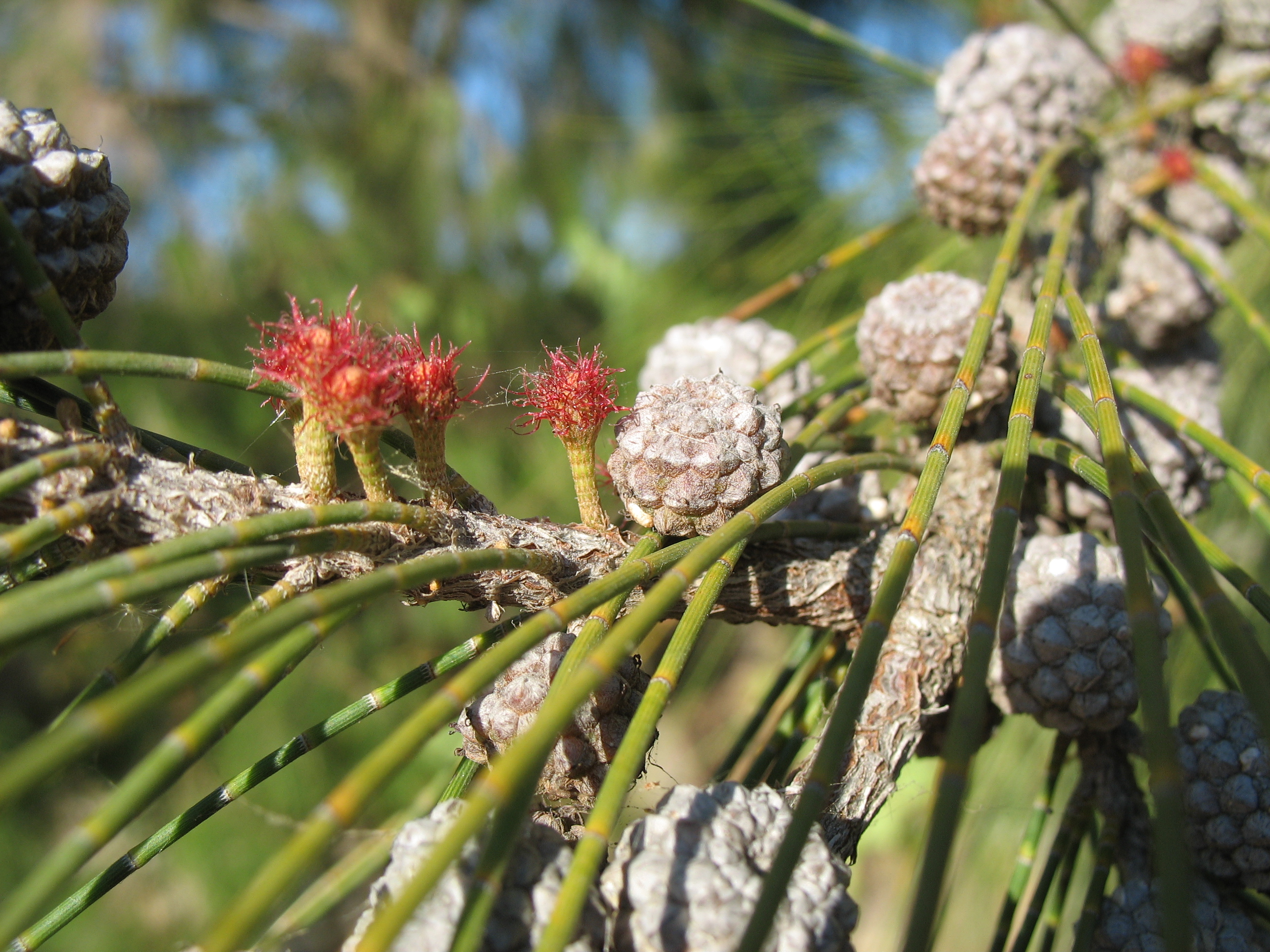
Rametti e frutti

I rametti sono verdi, composti da segmenti articolati, che si assottigliano e si accorciano verso l'estremità, caratteristica che ricorda gli equiseti.
Le foglie sono triangolari, membranose, lunghe 1 mm o poco più, disposte in verticilli in corrispondenza dei nodi.
I fiori sono brunastri, a sessi separati: quelli maschili sono disposti in spighe terminali, lunghe 1–6 cm, ciascuno con un solo stame; quelli femminili sono aggregati a formare piccoli coni globosi, lunghi 1–2 cm.
I frutti sono legnosi, simili alle pigne delle conifere, di colore marrone a maturità; sono formati da piccole capsule, che a maturità si aprono in due valve, liberando numerosi semi alati.

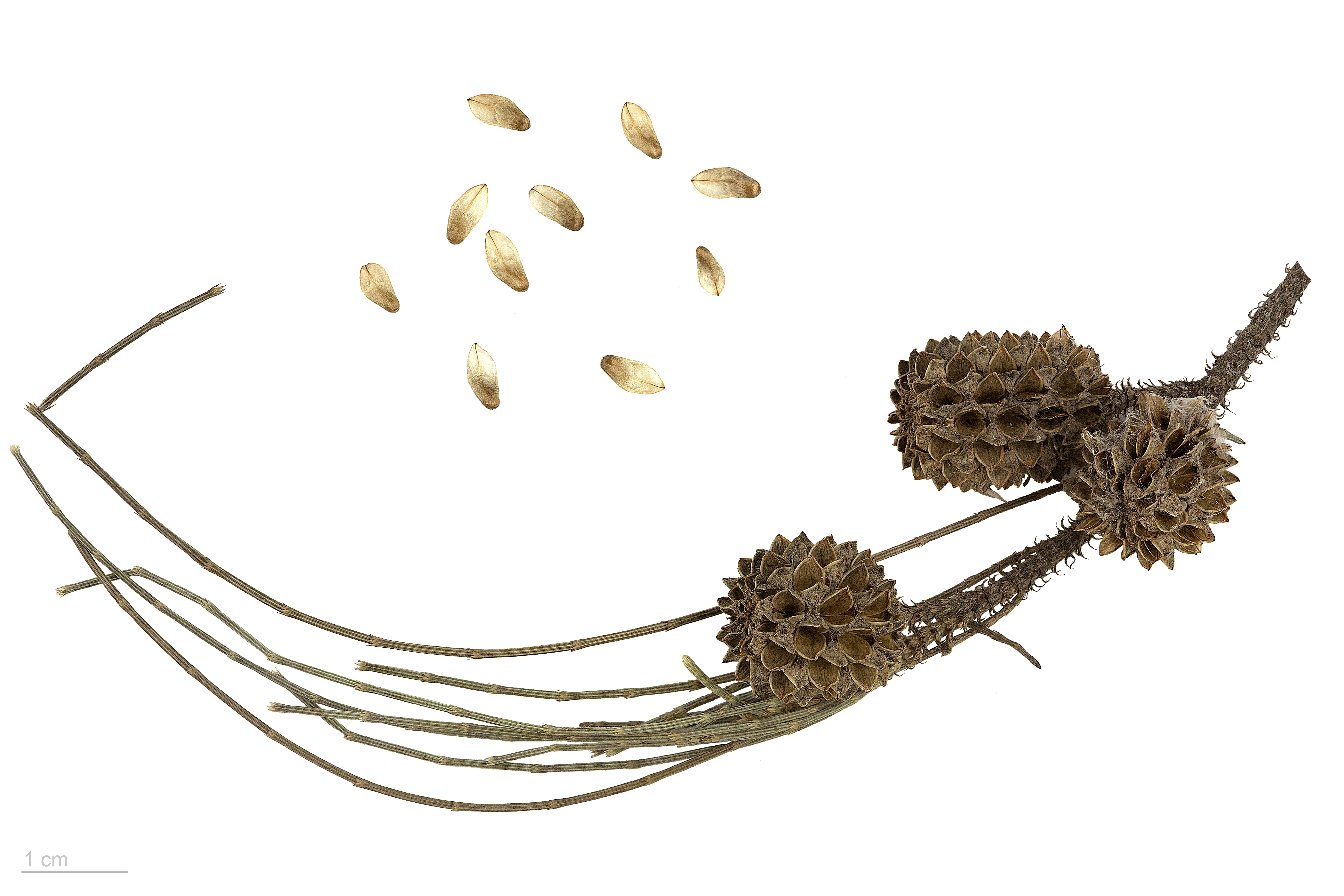
Casuarina equisetifolia

## Biologia
È una specie pioniera in grado di colonizzare suoli poveri di nutrienti, grazie alla sua capacità di fissare l'azoto atmosferico per la presenza nel suo apparato radicale di actinorrize: si tratta di noduli radicali simili a quelli riscontrati nelle Fabaceae, che si formano come conseguenza della simbiosi con attinomiceti del genere Frankia. Tollera un grado elevato di salinità e può sopportare anche transitori allagamenti del suolo. Per questo motivo la varietà polinesiana (detta ʻAito "coraggioso" in tahitiano e pasquense, e chiamata tradizionalmente Toa "guerriero") è usata nella riforestazione dell'Isola di Pasqua.

## Distribuzione e habitat
L'areale della specie si estende dalla Birmania e dal Vietnam attraverso la Malaysia a est sino alla Polinesia Francese, la Nuova Caledonia e Vanuatu, e a sud sino all'Australia (Territorio del Nord, Queensland e Nuovo Galles del Sud). Popolazioni sono presenti in Madagascar, ma potrebbe trattarsi di specie introdotta. La specie è stata introdotta nelle isole Hawaii, in Messico, in Florida, a Porto Rico, nelle Bahamas, e in molte altre isole dei Caraibi, divenendo in alcuni casi una specie invasiva. È presente anche in Italia, dove è stata introdotta come pianta ornamentale e si è naturalizzata in Sicilia, Sardegna, Lazio e Puglia.
Cresce in habitat costieri in prossimità del mare: la si trova prevalentemente sulle spiagge e sulle dune costiere, ma talora anche su terreni rocciosi, in ambienti paludosi e in prossimità dei mangrovieti.